# Un Blodymary
Un Blodymary es el segundo álbum de estudio del grupo femenino español Las Ketchup, lanzado al mercado el 16 de mayo de 2006. El disco incluye la canción Un Blodymary, que representó a España en el Festival de la Canción de Eurovisión 2006. El grupo completo interpretó el tema en el festival. Consiguieron el puesto 21, con tan solo 18 puntos (12 puntos de Andorra y 6 de Albania). La producción no tuvo tanto éxito como el anterior, Hijas del tomate.

## Lista de canciones
| N.º | Título                   | Duración |  |
| 1.  | «Un Blodymary»           | 3:03     |  |
| 2.  | «Doctora láser»          | 3:26     |  |
| 3.  | «Paparazzi»              | 3:13     |  |
| 4.  | «Doble bombo»            | 2:53     |  |
| 5.  | «Desafina como quieras»  | 3:30     |  |
| 6.  | «Se me escapó el maromo» | 3:40     |  |
| 7.  | «El neceser de mi paco»  | 3:17     |  |
| 8.  | «La comentarista»        | 3:57     |  |
| 9.  | «Alegrías de mi tanga»   | 1:40     |  |
| 10. | «Imagina»                | 3:45     |  |

## Posicionamiento en listas
| Listas (2006-08)                    | Mejor posición |
| ----------------------------------- | -------------- |
| España (PROMUSICAE)                 | 7              |
| Finlandia (Suomen virallinen lista) | 8              |
| Hungría (MAHASZ)                    | 10             |
| Italia (FIMI)                       | 32             |
| Suecia (Sverigetopplistan)          | 38             |
| Suiza (Schweizer Hitparade)         | 62             |